# 紫外光電子分光法
紫外光電子分光法（しがいこうでんしぶんこうほう、英: ultraviolet photoelectron spectroscopy、略称: UPS）は、原子価領域の分子軌道エネルギーを決定するために行なわれる分析法。紫外線を吸収した分子によって放出される光電子の運動エネルギースペクトルを測定する。

## 基礎理論
アインシュタインの光電子の法則が自由分子に適用されるなら、放出される光電子の運動エネルギー（{\displaystyle E_{K}}）は以下の式で表わされる。
{\displaystyle E_{K}=h\nu -I\,},
上式において、hはプランク定数、νはイオン化光の周波数、Iは基底状態あるいは励起状態にある一価のイオンの形成のためのイオン化エネルギーである。クープマンズの定理に従えば、こういった個々のイオン化エネルギーは占有された分子軌道のエネルギーと同一視できる。基底状態のイオンは最高被占軌道から1つの電子を取り除くことによって形成されるのに対して、励起イオンは最低空軌道から1つの電子を取り除くことによって形成される。

## 歴史
1960年より前は、実質全ての光電子運動エネルギーの測定は金属およびその他の固体表面から放出される電子についてのものだった。1956年頃、カイ・シーグバーンが表面化学分析のためにX線光電子分光（XPS）を開発した。この手法は原子の内殻電子のエネルギーレベルを研究するためにX線源を使用し、当時約1 eV（電子ボルト）のエネルギー解像度を持っていた。
紫外法（UPS）は気相の自由分子の光電子スペクトルの研究のためにデイヴィッド・W・ターナーによって開発され、1962年から1967年の一連の論文で発表された。光子源としてターナーは、真空紫外領域中の58.4 nm（21.2 eVのエネルギーに対応する）の波長を放出するヘリウム放電ランプを使用した。この光子源によって、ターナーのグループは0.02 2Vのエネルギー分解能を得た。ターナーはこの手法を「分子光電子分光法」と呼び、現在は大抵「紫外光電子分光法」あるいはUPSと呼ばれている。XPSと比較すると、UPSは原子価電子のエネルギーレベルに制限されているが、それらをより正確に測定できる。1967年の後、商用のUPS分光計が利用可能になった。

## 応用
UPSは量子力学から得られる理論値（これも1960年代に精力的に開発された）と比較するために分子軌道のエネルギーを実験的に測定する。分子の光電子スペクトルはそれぞれ1つの原子価領域分子軌道エネルギーレベルに対応する一連のピークを含む。また、高分解能測定によって、分子イオンの振動準位による微細構造を観察でき、これによって結合性、非結合性、反結合性分子軌道のピークの割り当てが容易になる。
この手法は後に固体表面の研究へ拡張され、この分野では通常光子放出分光（PES）と呼ばれる。X線に比べて放出光電子が短距離であるため、これは表面領域（深さ10 nmまで）に特に敏感である。ゆえに、吸着種とそれらの表面への結合、それらの表面への方向性を研究するために使われる 。
UPSによる固体の分析から得らえる有用な結果としては、材料の仕事関数の決定がある。Parkらによってこの決定の例が報告されている。簡単に言うと、光電子スペクトルの全幅（最高運動エネルギー/最低結合エネルギー点から低運動エネルギー打ち切り点まで）が測定され、励起放射の光子エネルギーから引かれる。この差が仕事関数である。しばしば、試料は分光計の応答から低エネルギー打ち切り点を分離するために電気的に陰性にバイアスをかけられる。

### ガス放電線
| 気体 | 放出線  | エネルギー (eV) | 波長 (nm) | 相対強度 (%) |
| ---- | ------- | --------------- | --------- | ------------ |
| H    | Lyman α | 10.20           | 121.57    | 100          |
|      | Lyman β | 12.09           | 102.57    | 10           |
| He   | 1 α     | 21.22           | 58.43     | 100          |
|      | 1 β     | 23.09           | 53.70     | approx 1.5   |
|      | 1 γ     | 23.74           | 52.22     | 0.5          |
|      | 2 α     | 40.81           | 30.38     | 100          |
|      | 2 β     | 48.37           | 25.63     | <10          |
|      | 2 γ     | 51.02           | 24.30     | negligible   |
| Ne   | 1 α     | 16.67           | 74.37     | 15           |
|      | 1 α     | 16.85           | 73.62     | 100          |
|      | 1 β     | 19.69           | 62.97     | < 1          |
|      | 1 β     | 19.78           | 62.68     | < 1          |
|      | 2 α     | 26.81           | 46.24     | 100          |
|      | 2 α     | 26.91           | 46.07     | 100          |
|      | 2 β     | 27.69           | 44.79     | 20           |
|      | 2 β     | 27.76           | 44.66     | 20           |
|      | 2 β     | 27.78           | 44.63     | 20           |
|      | 2 β     | 27.86           | 44.51     | 20           |
|      | 2 γ     | 30.45           | 40.71     | 20           |
|      | 2 γ     | 30.55           | 40.58     | 20           |
| Ar   | 1       | 11.62           | 106.70    | 100          |
|      | 1       | 11.83           | 104.80    | 50           |
|      | 2       | 13.30           | 93.22     | 30           |
|      | 2       | 13.48           | 91.84     | 15           |